# Јужноморавски корпус ЈВуО
Јужноморавски корпус (Горски штаб 165) је био корпус Југословенске војске у отаџбини, који је деловао на простору лесковачког, пољаничког и пчињског среза.

## Настанак и деловање корпуса
По инструкцијама пуковника Драгољуба Драже Михаиловића, на простор јужне Србије је априла 1942. године упућен генералштабни мајор Радослав Ђурић (под шифром „Херман” и „Хе-Хе”) са задатком да окупи официре Југословенске војске који су избегли заробљеништво у Априлском рату и формира Горски штаб 165. Одатле је известио Врховну команду да је расположење на терену врло повољно.
Основана је мрежа обавештајаца у Нишу и Скопљу, а корпус је издавао и лист Равногорска реч током 1944. године. У штабу корпуса је једно време боравила британска војна мисија. Мајор Ђурић је успоставио везу са генералом Наполеоном Зервасом, командантом Националне републиканске грчке лиге.

### Преврат у штабу корпуса
Након састанка команданта Расинског корпуса мајора Драгутина Кесеровића и мајора Ђурића, 17. марта 1944]]. године, где се разговарало о формирању фронта против партизана, сазнало се да Ђурић планира да пређе на њихову страну. Уз то, Ђурић је био у љубавној вези са шифранткињом Вером Пешић, која је радила за Гестапо и раније омогућила заробљавање и стрељање потпуковника Милана Калабића, оца Николе Калабића. Она је од војног суда осуђена на смрт, али је Ђурић спречио извршење смртне казне и ухапсио официре који су протестовали.
Између [[9. мај|9. и 18. маја, корпус је имао сукобе са групом од око 150 партизана на простору Големог Села, Дреновца, Обличког Сена и Гуменишта, које је гонио према планини Кукавици.
Због поменутих догађаја са Вером Пешић, група официра на челу са мајор Јованом Стевановићем организовала је заузимање штаба Јужноморавског корпуса 18. маја код Лесковца. Мајор Ђурић је тада заробљен заједно са Вером Пешић, која је стрељана истог дана. Док су трајале припреме да се суди мајору Ђурићу, он је успео да побегне и прикључи се партизанима. Касније је напредовао до помоћника начелника Главног штаба Народноослободилачке војске Југославије за Србију и заменика генерала Константина Коче Поповића.

### Офанзива на Јабланицу, Пусту Реку и Топлицу
Након бекства мајора Ђурића, корпус је између маја и јула 1944. године деловао на просторима Јабланице, Пусте Реке и Топлице.

### Јужноморавска група корпуса
У јулу 1944. године, од Јужноморавског, Власинског, Јабланичког, Првог и Другог косовског корпуса и Штабне бригаде је формирана Јужноморавска група корпуса.
Од 12. септембра 1944. године, када је краљ Петар II Карађорђевић позвао припаднике ЈВуО да се ставе под команду маршала Јосипа Броза Тита, мајор Ђурић је организовао масовне преласке припадника Јужноморавског корпуса у Народноослободилачку војску Југославије.
Новембра 1944. године, Јужноморавска група корпуса је учествовала у борбама код Пријепоља и на Лиму.
Када 1945. године буде дошло до превођења корпуса у бригаде, настаће Јужноморавска бригада и марта исте године бити подређена Ваљевско-моравском корпусу.

## Команданти корпуса
Није сасвим могуће реконструисани тачно време преузимања дужности команданта Јужноморавског корпуса:
- Мајор Радослав Ђурић, командант Јужноморавског корпуса од априла 1942. до јануара 1944. године
- Капетан Јован Стевановић, од јануара 1944. године
- Мајор Ранко Стошић
- Капетан Боривоје Бора Манић (под шифром „Луиђи”)

## Бригаде
У саставу Јужноморавског корпуса су се налазиле четири бригаде:
- Врањска бригада
  - команданти: капетан Јово Стефановић (убијен 1944. године), наредник-питомац Никола Стошић (након рањавања код Сијаринске бање, извршио самобиство)
- Лесковачка бригада
  - командант: капетан Миодраг Андријевић (стрељан од комуниста 1945. године)
- Јужноморавска летећа бригада
- Моравска бригада
  - командант: Илија Ристић
- Пољаничка бригада
  - команданти: резервни поручник Војин Купчарић (до 1944), поручник Дачан С. Поповић (до јуна 1944), поручник Радомир Пешић, потпоручник Чедомир Тодоровић
  - заменик команданта: Војин Поповић